# Janina Baster-Sors
Janina Baster–Sors (ur. 20 października 1932 w Krakowie) – polska pianistka, profesor Akademii Muzycznej w Krakowie.

## Życiorys
Naukę gry na fortepianie rozpoczęła pod kierunkiem Kazimiery Treterowej i kontynuowała w krakowskiej Państwowej Wyższej Szkole Muzycznej w klasie fortepianu Jana Hoffmana (dyplom w 1955). W 1955 z Januszem Dolnym założyła duet fortepianowy, który rok później zwyciężył na Międzynarodowym Konkursie Muzycznym im. G.B. Viottiego w Vercelli. Działalność duetu rozwijała się w kraju (m.in. festiwale Warszawska Jesień w 1959, Pianistyki Polskiej w Słupsku w 1968) i za granicą (m.in. w Austrii, Czechosłowacji, Niemczech, Rumunii, Włoszech, ZSRR).
Od 1967 wykłada w macierzystej uczelni w Katedrze Fortepianu oraz Katedrze Kameralistyki. Tytuł profesora sztuk muzycznych otrzymała w 1997 roku. Odznaczona Krzyżem Kawalerskim Orderu Odrodzenia Polski (1988).